# نشيد البرتغال الوطني
آ بورتوغيسا (بالبرتغالية: A Portuguesa‏) (أو [الأغنية] البرتغالية)، هو النشيد الوطني للبرتغال. تم تلحينه من قبل ألفريدو كيل وتأليف الكلمات من هنريك لوبس دي مندونسا خلال الحركة القومية التي أشعلها الإنذار البريطاني عام 1890 للبرتغال فيما يتعلق بمستعمراتها الأفريقية. استخدمت كأغنية للتمرد الجمهوري الفاشل في يناير 1891 في بورتو، وتم تبنيها كنشيد وطني لجمهورية البرتغال الجديدة في عام 1911، لتحل محل «هينو دا كارتا» (نشيد الميثاق)، وهو النشيد الوطني للملكية الدستورية المخلوعة.

## التاريخ

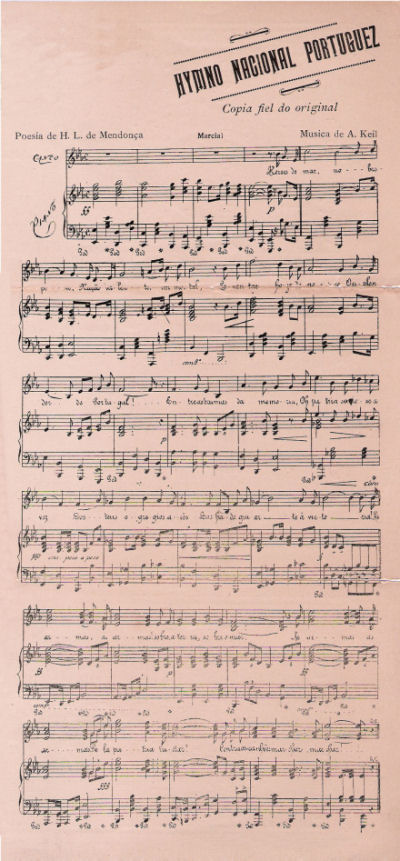
النوتة الموسيقية من عام 1890

في 11 يناير 1890، أصدرت المملكة المتحدة ما سمي الإنذار البريطاني عام 1890 الذي طالب البرتغال بالامتناع عن احتلال الأراضي الواقعة بين المستعمرات البرتغالية في أنغولا (على الساحل الغربي لإفريقيا) وموزمبيق (على الساحل الشرقي) وبالتالي تشكيل مستعمرة واحدة (كما تم اقتراحه على الخريطة الوردية). ورغم الضجة الشعبية، فقد أجبرت الحكومة البرتغالية على قبول مطالب المملكة المتحدة. زاد هذا من كره الشعب للملك كارلوس الأول والملكية، كما زاد من دعم الشعب للحركة الجمهورية الشعبية التي كانت تتنامى في البرتغال.
في الليلة التي تلت قبول الإنذار، ألف الملحن ألفريدو كيل لحن أغنية "A Portuguesa" كأغنية وطنية احتجاجية، وذلك بناء على اقتراح مجموعة من أصدقائه مثل رافائيل بوردالو بينييرو وتيوفيلو براغا. وافق الشاعر هنريكي لوبيز دي مندونسا على طلب كيل بتأليف كلمات تتناسب مع لحنه، وكانت كلماته مستوحاة من الغضب الذي شعر به الشعب البرتغالي. وقال مندونسا أنها كانت أغنية «تندمج فيها روح الوطن المجروحة مع طموحاتها في الحرية والحياة»؛ وأعرب عن أمله في أن يتبنى الشعب هذا النشيد ليعبر عن توقهم لحماية الوطن. تجسّدت هذه المشاعر في أناشيد مثل «لامارسييز» وأغاني الفادو البرتغالية ونشيد «ماريا دا فونتي». انتشرت الأغنية بسرعة. تم توزيع عدة آلاف من النوتات الموسيقية إلى جانب المنشورات والملصقات. انتشرت شعبية الأغنية عبر الحدود الوطنية وترجمت الآبيات إلى لغات أخرى. 
لفتت الأغنية الانتباه في لشبونة. تمت تأدية الأغنية في 29 مارس 1890، في الحفلة الوطنية الكبرى التي أقيم في مسرح ساو كارلوس الوطني، وكذلك في كل المسارح الأخرى في العاصمة. وبالإضافة إلى استخدامها في العروض الثقافية، تم استغلال الأغنية لتحقيق مكاسب تجارية أيضًا. تم تسمية العديد من المنتجات الغذائية، بما في ذلك السردين المعلب والكعك، على هذه الأغنية. 
ومع ذلك، كان ينظر للأغنية على أنها سلاح سياسي، وسرعان ما تحولت إلى نشيد جمهوري. أجبر هذا كلا المؤلفين على التنصل من هذه الرؤيا والتأكيد على أن منحاها غير حزبي.  اندلع تمرد جمهوري في 31 يناير 1891 في مدينة بورتو الشمالية واعتمد المتمردون أغنية "A Portuguesa" كأغنيتهم. تم سحق التمرد وحظر الأغنية، لكنها ظلت في أذهان الناس. اندلع تمرد جديد وأقوى من سابقه في 5 أكتوبر 1910 واعتمد الناس أغنية "A Portuguesa". وبعد مرور عام، أعلنت الجلسة الأولى للجمعية التأسيسية رسميا بأن الأغنية ستكون النشيد الوطني. 
ظهرت عدة ألحان من النشيد ما جعل الحكومة تنشئ لجنة في عام 1956 هدفها وضع نسخة رسمية. تم اقتراح النسخة الحالية في 16 يوليو 1957 وتمت الموافقة عليها من قبل مجلس الوزراء. 

## البروتوكول
يتم عزف النشيد الوطني في البرتغال في كل من الاحتفالات المدنية والعسكرية حيث يتم تكريم الدولة أو العلم أو رئيس الجمهورية. كما يتم عزفه في حفلات استقبال رؤساء الدول الأجنبية، وذلك بعد نشيد بلد الزعيم الزائر، وفي الاحتفالات أثناء الزيارات الرسمية لبلدان أخرى. 